# Elizeu Simões Mendes
Dom Eliseu Simões Mendes (Feira de Santana, 18 de maio de 1915 - Feira de Santana, 02 de março de 2001) foi um bispo católico brasileiro.
Foi Bispo Auxiliar de Fortaleza auxiliando a Dom Antônio de Almeida Lustosa. Foi o terceiro bispo de Mossoró e o primeiro bispo de Campo Mourão.